# Dextrometorfano
El dextrometorfano (DXM o DM) es un fármaco antitusígeno (supresor de la tos). Es uno de los ingredientes activos en muchos medicamentos para el resfriado y la tos de venta libre, incluyendo genéricos y marcas patentadas como Mucinex DM, Robitussin, NyQuil, Dimetapp, Vick’s, Bisolsek, Coricidin, Delsym, TheraFlu y otros.
El dextrometorfano también tiene otros usos en la medicina, que van desde el alivio del dolor hasta las aplicaciones psiquiátricas.
Se comercializa en jarabes, comprimidos, pulverizado y en formas romboides. En su forma pura, el dextrometorfano es un polvo blanco.

## Química
El dextrometorfano es el enantiómero dextrorrotatorio del levometorfano, que es un metilo del levorfanol, ambos son analgésicos opioides. Obtiene su nombre según la IUPAC como 3-metoxi-17-metil-(9α,13α,14α)-morfinano. En su estado puro el dextrometorfano es inodoro, blanco amarillento en un polvo cristalino. Es soluble en cloroformo e insoluble en agua. El dextrometorfano se encuentra disponible como una sal de bromhidrato, aunque nuevas fórmulas de liberación prolongada contienen dextrometorfano unido a una resina de intercambio de iones como sulfonato de poliestireno de sodio.
La rotación específica en agua es de +27.6º.

## Uso médico

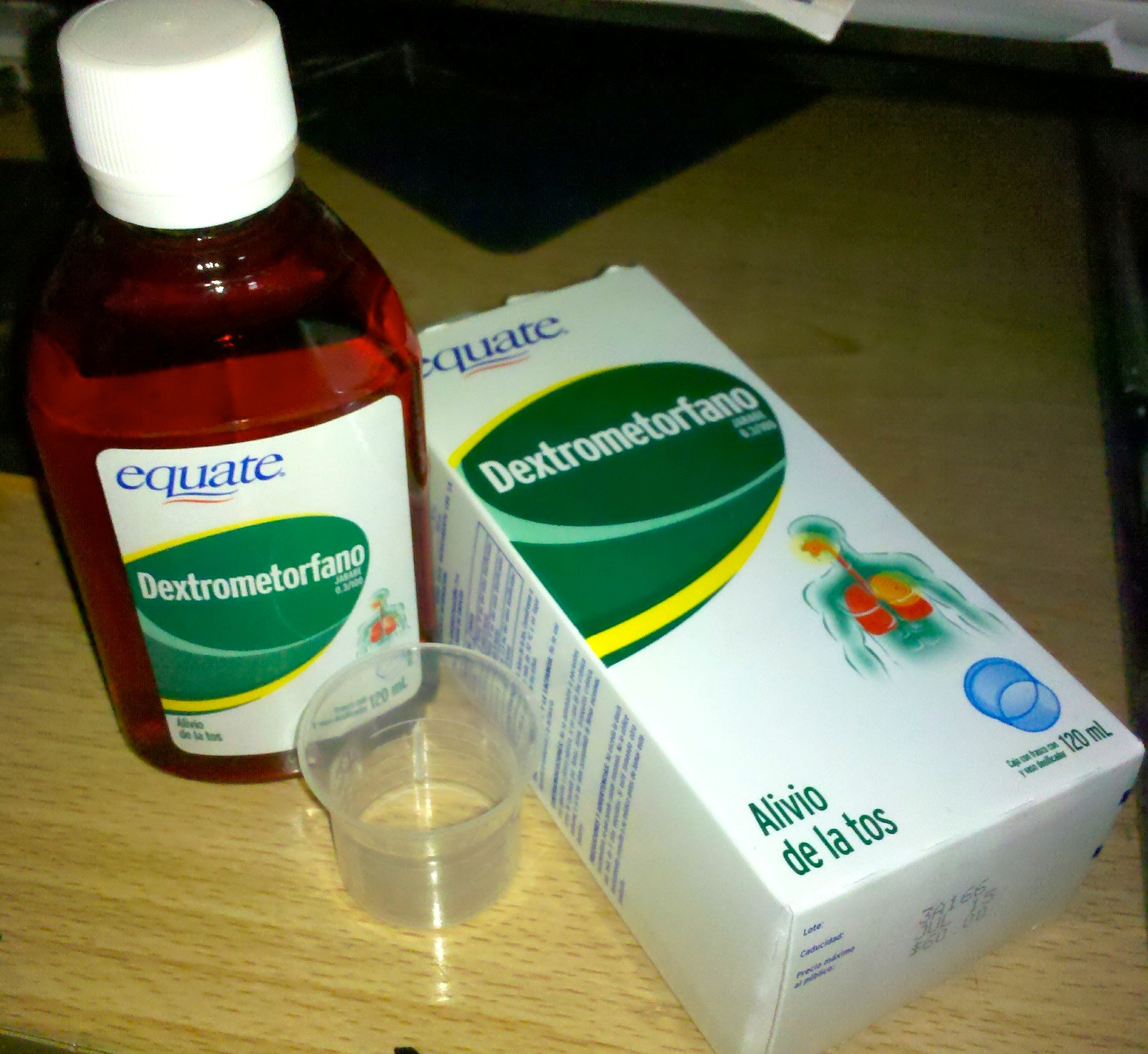
El dextrometorfano, en su presentación de jarabe.

El principal uso del dextrometorfano es como supresor de la tos (antitusígeno), para el alivio temporal de la tos causada por irritación bronquial menor (como la que acompaña al resfriado común), y como la resultante de inhalar partículas irritantes.
Un estudio del 2004 mostró que en niños, el dextrometorfano no era más efectivo que un placebo.
Estudios realizados por la Academia Americana de Pediatría mostraron que el dextrometorfano no es superior a un placebo en el alivio de síntomas nocturnos para los niños con tos y dificultad para dormir debido a la infecciones del tracto respiratorio superior e inferior. 
Una combinación de dextrometorfano y quinidina, un inhibidor de la CYP2D6, ha demostrado aliviar los síntomas de los episodios repentinos de risa y llanto (por afectación pseudobulbar) en pacientes con esclerosis lateral amiotrófica y esclerosis múltiple. En 2010, la FDA aprobó esta combinación de dextrometorfano y quinidina ("Nuedexta") para el tratamiento de la afectación pseudobulbar. 
También se utiliza para tratar el desorden depresivo mayor, con otra combinación, esta vez de dextrometorfano y bupropión, siendo este último un inhibidor de la enzima CYP2D6 permitiendo así que se mantenga más tiempo en la sangre el dextrometorfano. Se comercializa bajo la marca Auvelity™ y obtuvo la aprobación de la FDA en agosto del 2022. 
El dextrometorfano también está siendo investigado como un posible tratamiento para el dolor neuropático y el dolor asociado con la fibromialgia.

## Uso recreativo

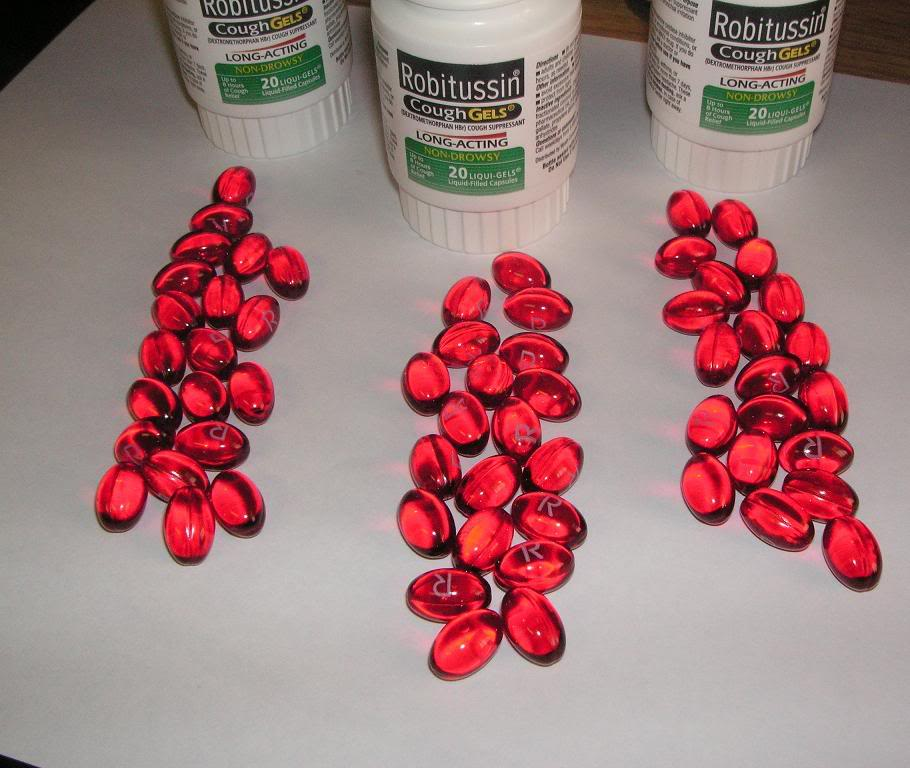
Cápsulas de gel que contienen dextrometorfano.

Desde su introducción, preparaciones de venta libre conteniendo dextrometorfano han sido usadas en dosis fuera de las especificadas como una droga recreativa.
En dosis más altas a las recomendadas médicamente el dextrometorfano está clasificado como un alucinógeno disociativo, teniendo ciertos efectos un tanto similares a agentes alucinógenos disociativos como la ketamina y la fenciclidina. Puede producir distorsiones del campo visual, sensaciones de disociación, distorsión de la percepción corporal y emocional así como pérdida de la noción del tiempo. Muchos usuarios han reportado efectos eufóricos, particularmente en respuesta a la música.
El dextrometorfano usualmente provee sus efectos recreativos en manera no lineal, es decir, siendo experimentados en diversas etapas. Estas cinco etapas son comúnmente conocidas como "niveles".

## Efectos adversos
Los efectos secundarios del dextrometorfano incluyen:
En dosis altas:
- Urticaria
- Náusea
- Vértigo
- Mareo
- Alucinación de ojos cerrados
- Dificultad para respirar

En dosis muy altas, de 360mg o mayores:
- Alucinaciones
- Disociación
- Vómito
- Visión borrosa
- Ojos rojos
- Pupilas dilatadas
- Sudoración
- Fiebre
- Hipertensión
- Respiración superficial
- Diarrea
- Retención urinaria
- Espasmos musculares
- Sedación

El dextrometorfano también puede causar malestares gastrointestinales. También es conocido en causar lesiones de Olney cuando es administrado de manera intravenosa, aunque esto ha sido cuestionado por la falta de pruebas en humanos, ya que fueron probados en ratas administrándoles 50mg cada día durante un mes. Cambios neurotóxicos incluyendo vacuolización, se han observado en la cortezas cingulada posterior y retroesplenial de ratas a las que se administró otros antagonistas de NMDA tales como PCP, pero no con dextrometorfano. En muchos casos documentados el dextrometorfano ha producido dependencia psicológica en personas que lo han usado de manera recreativa; de cualquier manera no produce adicción física, según el comité de dependencias de los medicamentos de la Organización Mundial de la Salud

### Contraindicaciones
Debido a que el dextrometorfano puede activar la liberación de histamina (reacción alérgica), a los niños que sean susceptibles a reacciones alérgicas deberá ser administrado solo si es absolutamente necesario, y con la estricta supervisión de un profesional.

### Interacciones con otros medicamentos
El dextrometorfano no deberá de ser tomado si se está bajo tratamiento con  inhibidores de la monoamina oxidasa, por la posible aparición del  síndrome serotoninérgico, el cual es potencialmente peligroso y puede ocurrir rápidamente por una excesiva acumulación de serotonina en el cuerpo. El dextrometorfano también puede causar el síndrome serotoninérgico cuando es usado con medicamentos ISRS, pero una investigación ha mostrado que esta interacción solo ocurre si es tomado a dosis recreativas y no a dosis terapéuticas.
Hay usuarios que reportan haber usado levomepromazina como potenciador de los efectos del dextrometorfano, cuando se usa de manera recreativa, no se han hecho muchos estudios aun sobre si usar esta combinación de medicamentos puede aumentar los efectos adversos.

### Interacciones con alimentos
Se debe tener cierto cuidado cuando se consume dextrometorfano con pomelo o zumo de pomelo, porque esta fruta interacciona con distintos medicamentos como el dextrometorfano, por la inhibición del sistema citocromo p450 en el hígado y causar acumulación excesiva, además de efectos más prolongados. Se recomienda generalmente evitar el consumo de pomelo cuando se tome dextrometorfano y otros medicamentos.

### Pruebas de laboratorio
Las pruebas de laboratorio de este medicamento se pueden hacer por sangre u orina. Por sangre puede ser por suero o plasma, en suero preferentemente 2 mililitros, en orina mínimo 2 mililitros.